# Gonçalo Amado
Pour les articles homonymes, voir Amado.
Gonçalo Amado, né le 9 février 1994 à Vila Nova de Gaia, est un coureur cycliste portugais.

## Biographie
Gonçalo Amado pratique le vélo depuis l'âge de six ans. Il commence par la route, mais découvre rapidement le VTT avec son père. Dans cette dernière discipline, il devient à plusieurs reprises champion du Portugal. Il est également sélectionné en équipe nationale. Sous les couleurs de son pays, il termine notamment douzième du championnat d'Europe en 2014, ou dix-huitième du championnat du monde en 2016 chez les espoirs. Il finit par ailleurs quatrième du championnat du Portugal de cyclo-cross en 2019.
Depuis 2020, il se consacre davantage au cyclisme sur route, sans toutefois abandonner les autres disciplines. En 2022, il intègre l'équipe continentale Tavfer-Ovos Matinados-Mortágua. Il est alors décrit comme un coureur complet. Toujours actif en VTT, il remporte un nouveau titre de champion du Portugal, dans le cross-country short track. Il se classe aussi quatrième du Grand Prix Abimota. 
En juin 2023, il participe au championnat d'Europe de cross-country marathon, où il se classe trentième. Sur route, il termine neuvième de la Clássica Viana do Castelo, ou encore dixième de la Prova de Abertura.

## Palmarès en VTT

### Championnats nationaux
- 2011
  -  Champion du Portugal de cross-country juniors
- 2013
  - 3e du championnat du Portugal de cross-country espoirs
- 2014
  -  Champion du Portugal de cross-country espoirs
- 2015
  -  Champion du Portugal de cross-country espoirs
- 2016
  - 3e du championnat du Portugal de cross-country espoirs
- 2022
  -  Champion du Portugal de cross-country short track

## Palmarès et résultats

### Palmarès par année
- 2010
  - 2e du championnat du Portugal du contre-la-montre cadets
- 2024
  - 3e du Circuito da Moita

### Classements mondiaux
| Année                                 | 2021  |
| ------------------------------------- | ----- |
| Classement mondial                    | 2339e |
| UCI Europe Tour                       | 1561e |
|                                       |       |
| Légende : nc = non classéSource : UCI |       |